# Église de l'Assomption de Vauchassis
L'église de l'Assomption est une église catholique située à Vauchassis, en France.

## Localisation
L'église est située sur la commune de Vauchassis, dans le département français de l'Aube.

## Historique
L'édifice est inscrit au titre des monuments historiques en 1986.